# Explosió submarina

Prova nuclear Baker a l'atol de Bikini

Una explosió submarina és una explosió que es produeix a sota de la superfície del mar. Les explosions submarines es fan servir per a diverses fins, incloent-hi activitats militars, la construcció i la recerca oceanogràfica i geofísica. Durant el segle xx també es dugueren a terme diverses proves nuclears sota el mar per estudiar l'efecte de les explosions nuclears sobre les forces marines. Els dos principals factors que diferencien les explosions que es produeixen sota l'aigua de les que es produeixen a l'aire són la major massa i incompressibilitat de l'aigua, cosa que la converteix en un excel·lent conductor d'ones de xoc.
Les explosions submarines poden ferir i matar éssers humans i animals.